# Waverly, Tennessee
Waverly är administrativ huvudort i Humphreys County i Tennessee. Orten har fått sitt namn efter Sir Walter Scotts roman Waverley. Vid 2020 års folkräkning hade Waverly 4 297 invånare.